# Filippine ai Giochi della XXXIII Olimpiade
Le Filippine hanno partecipato ai Giochi della XXXIII Olimpiade che si sono svolti a Parigi dal 26 luglio all'11 agosto 2024, con una delegazione di 22 atleti, 7 uomini e 15 donne in 3 discipline.
I portabandiera alla cerimonia di apertura sono i pugili Carlo Paalam e Nesthy Petecio.

## Medagliere

### Medaglie
| Medaglia | Nome           | Sport      | Evento                |
| -------- | -------------- | ---------- | --------------------- |
| Oro      | Carlos Yulo    | Ginnastica | Corpo libero maschile |
| Oro      | Carlos Yulo    | Ginnastica | Volteggio maschile    |
| Bronzo   | Aira Villegas  | Pugilato   | Pesi mosca femminile  |
| Bronzo   | Nesthy Petecio | Pugilato   | Pesi piuma femminile  |

## Delegazione
| Sport             | Uomini | Donne | Totale |
| ----------------- | ------ | ----- | ------ |
| Atletica leggera  | 2      | 1     | 3      |
| Canottaggio       | 0      | 1     | 1      |
| Ginnastica        | 1      | 3     | 4      |
| Golf              | 0      | 2     | 2      |
| Judo              | 0      | 1     | 1      |
| Nuoto             | 1      | 1     | 2      |
| Pugilato          | 2      | 3     | 5      |
| Scherma           | 0      | 1     | 1      |
| Sollevamento pesi | 1      | 2     | 3      |
| Totale            | 7      | 15    | 22     |